# 중국범람연맹
중국범람연맹(중국어 간체자: 中国泛蓝联盟, 정체자: 中國泛藍聯盟, Union of Chinese Nationalists)은 중화인민공화국의 인터넷 정치 단체이자, 인터넷 정당이다. 회원 수는 약 15,000명이다. 삼민주의와, 중화민국, 중국 국민당 주도의 중국의 재통일을 추구한다. 중국범람연맹의 회원들은 자신을 “중국 국민당을 지지하고 쑨원(孫文)의 삼민주의를 신봉하는 ‘중국국민당 정신 당원(中國國民黨精神黨員)’”이라 칭하고 있다.
중국범람연맹은 중화인민공화국 정부로부터 불법 정치 단체로 규정되어 있고 중국 대륙에서는 웹사이트 접속이 차단되어 있다. 웹사이트는 중화민국의 도메인(.tw)으로 되어 있으며, 활동은 대부분 인터넷으로만 이루어지고 있으며, 인터넷 이외에서의 공개적인 활동은 거의 없다. 현재는 .tw 도메인 중국범람연맹 웹사이트는 폐쇄되었으며, .org 웹사이트로 대체되었다.

## 같이 보기
- 삼민주의
- 중국국민당
- 중화민국
- 하나의 중국